# Saxagliptina
La saxagliptina (DCI) es un medicamento con efecto hipoglucemiante que se emplea en el tratamiento de la diabetes mellitus tipo 2. Pertenece al grupo de medicamentos llamados inhibidores dipeptidil peptidasa-4 (DPP-4). Fue desarrollada por la empresa Bristol-Myers Squibb, en 2008 se anunció que se vendería con el nombre comercial de Onglyza®. La FDA la aprobó el 31 de julio de 2009.

## Indicaciones
Su uso está indicado en el tratamiento de la diabetes tipo 2, bien como agente único o combinado con otros fármacos, por ejemplo la metformina.

## Efectos secundarios
Los efectos secundarios notificados con más frecuencia han sido dolor de cabeza, infección de orina e infección de vías aéreas superiores. Se han descrito algunos casos de pancreatitis atribuidos a la utilización de este medicamento.

## Proceso de síntesis

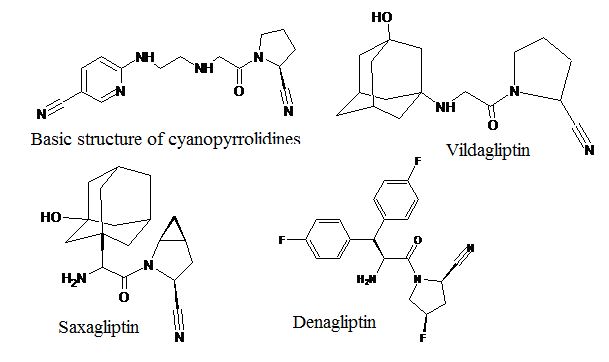
Cuatro estructuras de inhibidores de cianopirrolidinas DPP-4

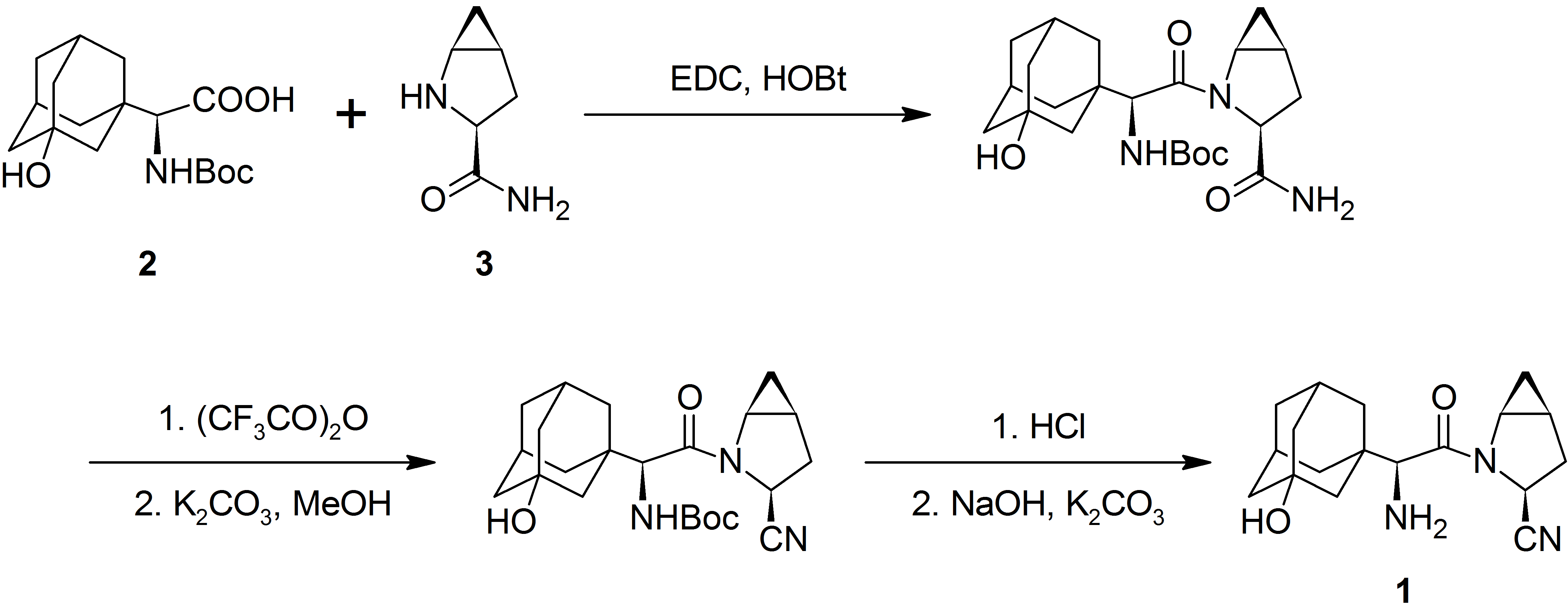

Bristol-Myers Squibb lo produce industrialmente, acoplando amidas de N-Boc-3-hidroxiadamantilglicina y metanoprolineamida con "1-etil-3- (3-dimetilaminopropil) carbodiimida". La prolineamida es deshidratada con anhidrido trifluoroacético para dar éster trifluoracetato de cianida, que se hidroliza.